# HP-35s
Pour les articles homonymes, voir HP35.

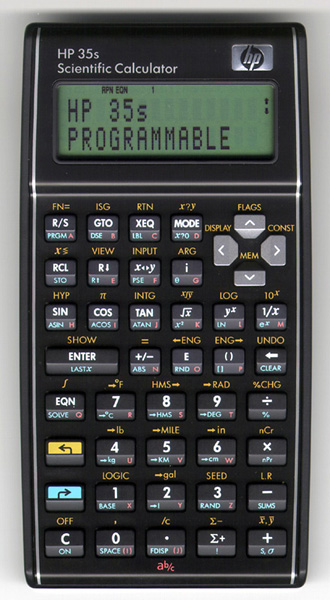
HP 35s - Calculatrice scientifique programmable.

La HP-35s, descendante de la HP-35 de 1972, est une calculatrice scientifique non graphique de Hewlett-Packard.
Sortie en 2007 et succédant à la HP-33s, elle célèbre les trente-cinq ans de l'HP-35, première calculatrice de poche (et première calculatrice scientifique de poche au monde).

## Fonctionnement
Elle utilise la notation polonaise inverse (en anglais RPN pour Reverse Polish Notation) pour la saisie mais elle accepte également la saisie algébrique.
Contrairement à la HP-35, la HP-35s est programmable. Ces programmes, en plus d'effectuer toute opération normalement disponible sur le clavier, permettent également d'effectuer des opérations répétitives et des calculs évolués.

## Caractéristiques
- Notation polonaise inversée (RPN) ou algébrique
- Possibilité de saisir des équations (écriture algébrique), sans recours à un programme, qui sont ensuite utilisées comme des formules, la calculatrice demandant successivement de saisir les variables avant de retourner le résultat. Ces équations peuvent aussi être utilisées dans les modules de résolution d’equation (pour déterminer la valeur d’une inconnue), ou le module de résolution intégrale.
- Deux lignes alphanumériques avec un écran LCD
- 26 registres de mémoire accessible directement (A...Z) et jusqu’à 801 registres accessibles indirectement (dans la limite de la mémoire disponible)
- Fonctions statistiques et scientifiques
- Opérations en décimal, binaire, octal, hexadécimal
- Résolution d'équation (la première version était sur la HP-34C)
- Intégration numérique (la première version était aussi sur la HP-34C)
- Fractions
- Nombres complexes et vecteurs
- Conversion d'unités
- Constantes physiques
- Environ 30 ko de mémoire pour les programmes et données

La HP-35s a été conçue par Hewlett-Packard en collaboration avec Kinpo Electronics, qui fabrique la calculatrice.